# Boom! (canción)
«Boom!» es una canción de protesta de la banda System of a Down, incluida en su álbum de 2002 Steal This Album!. La canción critica la inutilidad de la guerra y el cómo se desaprovecha el dinero en armamento mientras millones de personas viven en la pobreza.
La canción también se filtró a Internet en el bootleg no oficial de Toxicity II a principios de 2002 bajo el nombre de "Everytime".

## Video musical
Para el video musical, la banda trabajó con el cineasta Michael Moore. El video usa imágenes de las protestas antiguerra del 15 de febrero de 2003. El video también muestra un dibujo animado de George W. Bush, Saddam Hussein, Tony Blair y Osama bin Laden viajando sobre cohetes sobre una ciudad, haciendo referencia a los jinetes del Apocalipsis.
Poco después de su lanzamiento, el video fue prohibido en MTV Europe.